# Tamgrinia coelotiformis
Tamgrinia coelotiformis là một loài nhện trong họ Amaurobiidae.
Loài này thuộc chi Tamgrinia. Tamgrinia coelotiformis được Ehrenfried Schenkel-Haas miêu tả năm 1963.